# Petra Müller
Petra Müller (* 18. srpna 1980) je švýcarská horolezkyně a bývalá reprezentantka v ledolezení, mistryně světa v ledolezení na obtížnost.

## Závodní výsledky
| Mistrovství světa | Mistrovství světa | Mistrovství světa | Mistrovství světa | Mistrovství světa |
| Rok               | 2004              | 2005              | 2007              | 2009              |
| ----------------- | ----------------- | ----------------- | ----------------- | ----------------- |
| Obtížnost         | 8                 | 1                 | 3                 | 2                 |

| Světový pohár       | Světový pohár | Světový pohár | Světový pohár | Světový pohár | Světový pohár | Světový pohár | Světový pohár | Světový pohár | Světový pohár | Světový pohár |
| Rok                 | 2002          | 2003          | 2004          | 2005          | 2006          | 2007          | 2008          | 2009          | 2010          |               |
| ------------------- | ------------- | ------------- | ------------- | ------------- | ------------- | ------------- | ------------- | ------------- | ------------- | ------------- |
| Obtížnost           | ?             | ?             | —             | —             | 7             | 2             | 2             | 6             | 23            |               |
| jednotlivě* (3/3/3) | ?,?,?, · ?,   | 6,?, · ?,     | ?             | Zlatá medaile | 5,4, · ,-,-   | , · ,         | , · 4,5       | 4,,-          | -,-,10,-      |               |

* pozn.: napravo jsou poslední závody v roce